# Gran Premio motociclistico di Francia 2002
Il Gran Premio motociclistico di Francia 2002 corso il 19 maggio, è stato il quarto Gran Premio della stagione 2002 del motomondiale e ha visto vincere: la Honda di Valentino Rossi in MotoGP, Fonsi Nieto nella classe 250 e Lucio Cecchinello nella classe 125. I tre vincitori delle diverse classi sono gli stessi che si erano aggiudicati le rispettive prove anche nel Gran Premio precedente.
La gara della MotoGP è stata interrotta a causa della pioggia e la percorrenza ridotta dai 28 giri previsti ai 21 effettivi; avendo superato in ogni caso i 2/3 della percorrenza prevista, il punteggio è stato assegnato integralmente.

## MotoGP
Garry McCoy del team Red Bull Yamaha WCM viene sostituito nel corso del fine settimana da Jean-Michel Bayle.

### Arrivati al traguardo
| Pos. | Nº | Pilota                   | Squadra                    | Motocicletta    | Giri | Tempo     | Griglia | Punti |
| ---- | -- | ------------------------ | -------------------------- | --------------- | ---- | --------- | ------- | ----- |
| 1º   | 46 | Valentino Rossi          | Repsol Honda               | Honda RC211V    | 21   | 34:22.335 | 1       | 25    |
| 2º   | 11 | Tōru Ukawa               | Repsol Honda               | Honda RC211V    | 21   | +0.217    | 4       | 20    |
| 3º   | 3  | Max Biaggi               | Marlboro Yamaha            | Yamaha YZR-M1   | 21   | +0.604    | 3       | 16    |
| 4º   | 6  | Norick Abe               | Antena 3 Yamaha d'Antín    | Yamaha YZR500   | 21   | +1.701    | 12      | 13    |
| 5º   | 10 | Kenny Roberts Jr         | Telefonica Movistar Suzuki | Suzuki GSV-R    | 21   | +8.464    | 9       | 11    |
| 6º   | 9  | Nobuatsu Aoki            | Proton Team KR             | Proton KR3      | 21   | +10.212   | 11      | 10    |
| 7º   | 65 | Loris Capirossi          | West Honda Pons            | Honda NSR500    | 21   | +12.437   | 7       | 9     |
| 8º   | 4  | Alex Barros              | West Honda Pons            | Honda NSR500    | 21   | +15.231   | 15      | 8     |
| 9º   | 55 | Régis Laconi             | MS Aprilia Racing          | Aprilia RS Cube | 21   | +17.155   | 14      | 7     |
| 10º  | 99 | Jeremy McWilliams        | Proton Team KR             | Proton KR3      | 21   | +21.847   | 6       | 6     |
| 11º  | 21 | John Hopkins             | Red Bull Yamaha WCM        | Yamaha YZR500   | 21   | +25.121   | 19      | 5     |
| 12º  | 15 | Sete Gibernau            | Telefonica Movistar Suzuki | Suzuki GSV-R    | 21   | +25.919   | 16      | 4     |
| 13º  | 56 | Shin'ya Nakano           | Gauloises Yamaha Tech 3    | Yamaha YZR500   | 21   | +26.227   | 10      | 3     |
| 14º  | 18 | Jean-Michel Bayle        | Red Bull Yamaha WCM        | Yamaha YZR500   | 21   | +27.011   | 18      | 2     |
| 15º  | 17 | Jurgen van den Goorbergh | Kanemoto Racing            | Honda NSR500    | 21   | +30.342   | 17      | 1     |
| 16º  | 30 | José Luis Cardoso        | Antena 3 Yamaha d'Antín    | Yamaha YZR500   | 21   | +36.574   | 20      |       |

### Ritirati
| Nº | Pilota         | Squadra                 | Motocicletta  | Giri | Griglia |
| -- | -------------- | ----------------------- | ------------- | ---- | ------- |
| 74 | Daijirō Katō   | Fortuna Honda Gresini   | Honda NSR500  | 11   | 5       |
| 19 | Olivier Jacque | Gauloises Yamaha Tech 3 | Yamaha YZR500 | 10   | 13      |
| 31 | Tetsuya Harada | Pramac Honda Racing     | Honda NSR500  | 10   | 8       |
| 7  | Carlos Checa   | Marlboro Yamaha         | Yamaha YZR-M1 | 8    | 2       |

## Classe 250

### Arrivati al traguardo
| Pos. | Nº | Pilota            | Squadra                     | Motocicletta | Giri | Tempo     | Griglia | Punti |
| ---- | -- | ----------------- | --------------------------- | ------------ | ---- | --------- | ------- | ----- |
| 1º   | 10 | Fonsi Nieto       | Telefonica Movistar-Repsol  | Aprilia      | 26   | 43:41.140 | 1       | 25    |
| 2º   | 3  | Marco Melandri    | MS Aprilia Racing           | Aprilia      | 26   | +0.252    | 4       | 20    |
| 3º   | 17 | Randy de Puniet   | Campetella Racing           | Aprilia      | 26   | +6.431    | 2       | 16    |
| 4º   | 15 | Roberto Locatelli | Tu Racing                   | Aprilia      | 26   | +6.604    | 3       | 13    |
| 5º   | 4  | Roberto Rolfo     | Fortuna Honda Gresini       | Honda        | 26   | +11.527   | 12      | 11    |
| 6º   | 24 | Toni Elías        | Telefonica Movistar-Repsol  | Aprilia      | 26   | +13.157   | 5       | 10    |
| 7º   | 7  | Emilio Alzamora   | Fortuna Honda Gresini       | Honda        | 26   | +13.870   | 15      | 9     |
| 8º   | 9  | Sebastián Porto   | Petronas Sprinta Yamaha TVK | Yamaha       | 26   | +20.077   | 9       | 8     |
| 9º   | 6  | Alex Debón        | Campetella Racing           | Aprilia      | 26   | +28.557   | 11      | 7     |
| 10º  | 42 | David Checa       | Safilo Oxydo Race LCR       | Aprilia      | 26   | +28.684   | 17      | 6     |
| 11º  | 8  | Naoki Matsudo     | Dark Dog Yamaha Kurz        | Yamaha       | 26   | +28.892   | 10      | 5     |
| 12º  | 76 | Tarō Sekiguchi    | Dark Dog Yamaha Kurz        | Yamaha       | 26   | +35.148   | 13      | 4     |
| 13º  | 18 | Shahrol Yuzy      | Petronas Sprinta Yamaha TVK | Yamaha       | 26   | +35.344   | 14      | 3     |
| 14º  | 32 | Héctor Faubel     | RFME Equipo Nacional        | Aprilia      | 26   | +56.484   | 19      | 2     |
| 15º  | 12 | Jason Vincent     | Cibertel Honda BQR          | Honda        | 26   | +56.894   | 16      | 1     |
| 16º  | 25 | Vincent Philippe  | Equipe de France - Scrab GP | Aprilia      | 26   | +1:08.156 | 20      |       |
| 17º  | 41 | Jarno Janssen     | DeGraaf Grand Prix          | Honda        | 26   | +1:08.390 | 22      |       |
| 18º  | 28 | Dirk Heidolf      | Aprilia Germany             | Aprilia      | 26   | +1:16.135 | 23      |       |
| 19º  | 22 | Raúl Jara         | RFME Equipo Nacional        | Aprilia      | 26   | +1:18.040 | 21      |       |
| 20º  | 36 | Erwan Nigon       | Edf Espoir                  | Honda        | 25   | +1 giro   | 24      |       |

### Ritirati
| Nº | Pilota                | Squadra                        | Motocicletta | Giri | Griglia |
| -- | --------------------- | ------------------------------ | ------------ | ---- | ------- |
| 35 | Thierry van den Bosch | Tecmas Racing                  | Aprilia      | 13   | 18      |
| 27 | Casey Stoner          | Safilo Oxydo Race LCR          | Aprilia      | 9    | 7       |
| 21 | Franco Battaini       | Imola Circuit Exalt Cycle Race | Aprilia      | 9    | 6       |
| 11 | Haruchika Aoki        | DeGraaf Grand Prix             | Honda        | 4    | 8       |
| 19 | Leon Haslam           | Cibertel Honda BQR             | Honda        | 2    | 25      |

### Non qualificati
| Nº | Pilota        | Squadra                     | Motocicletta |
| -- | ------------- | --------------------------- | ------------ |
| 37 | Yann Lussiana | Aspi                        | Honda        |
| 45 | Samuel Aubry  | Racer Bike                  | Honda        |
| 93 | Hervé Mora    | Ferro Moto Sport            | Aprilia      |
| 51 | Hugo Marchand | Equipe de France - Scrab GP | Aprilia      |

## Classe 125

### Arrivati al traguardo
| Pos. | Nº | Pilota            | Squadra                        | Motocicletta | Giri | Tempo     | Griglia | Punti |
| ---- | -- | ----------------- | ------------------------------ | ------------ | ---- | --------- | ------- | ----- |
| 1º   | 4  | Lucio Cecchinello | Safilo Oxydo Race LCR          | Aprilia      | 24   | 42:09.029 | 4       | 25    |
| 2º   | 1  | Manuel Poggiali   | Gilera Racing                  | Gilera       | 24   | +0.076    | 1       | 20    |
| 3º   | 26 | Daniel Pedrosa    | Telefonica Movistar jnr        | Honda        | 24   | +0.604    | 3       | 16    |
| 4º   | 21 | Arnaud Vincent    | Imola Circuit Exalt Cycle Race | Aprilia      | 24   | +0.865    | 5       | 13    |
| 5º   | 5  | Masao Azuma       | Tribe by Breil                 | Honda        | 24   | +0.943    | 2       | 11    |
| 6º   | 22 | Pablo Nieto       | Master-Aspar                   | Aprilia      | 24   | +1.618    | 7       | 10    |
| 7º   | 33 | Stefano Bianco    | Bossini Sterilgarda Racing     | Aprilia      | 24   | +3.769    | 20      | 9     |
| 8º   | 36 | Mika Kallio       | Red Devil Honda                | Honda        | 24   | +8.680    | 21      | 8     |
| 9º   | 34 | Andrea Dovizioso  | Scot Racing                    | Honda        | 24   | +8.915    | 11      | 7     |
| 10º  | 23 | Gino Borsoi       | UGT 3000 - Abruzzo             | Aprilia      | 24   | +9.534    | 8       | 6     |
| 11º  | 17 | Steve Jenkner     | UGT 3000 - Abruzzo             | Aprilia      | 24   | +11.749   | 16      | 5     |
| 12º  | 6  | Mirko Giansanti   | Scot Racing                    | Honda        | 24   | +20.252   | 13      | 4     |
| 13º  | 11 | Max Sabbatani     | Bossini Sterilgarda Racing     | Aprilia      | 24   | +32.082   | 19      | 3     |
| 14º  | 12 | Klaus Nöhles      | PEV Moto ADAC Sachsen          | Honda        | 24   | +35.206   | 27      | 2     |
| 15º  | 80 | Héctor Barberá    | Master-Aspar                   | Aprilia      | 24   | +49.526   | 22      | 1     |
| 16º  | 50 | Andrea Ballerini  | FCC - TSR                      | Honda        | 24   | +1:02.359 | 24      |       |
| 17º  | 84 | Michel Fabrizio   | Team Italia                    | Gilera       | 24   | +1:07.571 | 26      |       |
| 18º  | 57 | Chaz Davies       | CWF - Matteoni Racing          | Aprilia      | 24   | +1:10.303 | 23      |       |
| 19º  | 48 | Jorge Lorenzo     | Caja Madrid Derbi Racing       | Derbi        | 24   | +1:10.998 | 29      |       |
| 20º  | 86 | Grégory Lefort    | Provence Motor Sport           | Aprilia      | 24   | +1:11.479 | 31      |       |
| 21º  | 31 | Mattia Angeloni   | Team Italia                    | Gilera       | 24   | +1:36.333 | 32      |       |
| 22º  | 20 | Imre Tóth         | Semprucci Angaia Racing        | Honda        | 24   | +1:41.034 | 35      |       |
| 23º  | 63 | Jimmy Petit       | Racing Moto Sport              | Honda        | 24   | +1:42.517 | 33      |       |
| 24º  | 85 | Grégory Leblanc   | RMS                            | Honda        | 23   | +1 giro   | 37      |       |
| 25º  | 58 | Yoann Tiberio     | Technimoto Cavaillon           | Honda        | 23   | +1 giro   | 36      |       |

### Ritirati
| Nº | Pilota            | Squadra                  | Motocicletta | Giri | Griglia |
| -- | ----------------- | ------------------------ | ------------ | ---- | ------- |
| 15 | Alex De Angelis   | Safilo Oxydo Race LCR    | Aprilia      | 11   | 6       |
| 39 | Jaroslav Huleš    | CWF - Matteoni Racing    | Aprilia      | 11   | 15      |
| 16 | Simone Sanna      | Tu Racing                | Aprilia      | 10   | 12      |
| 25 | Joan Olivé        | Telefonica Movistar jnr  | Honda        | 10   | 14      |
| 19 | Alex Baldolini    | UGT 3000 - Abruzzo       | Aprilia      | 10   | 30      |
| 47 | Ángel Rodríguez   | Master-Aspar             | Aprilia      | 8    | 9       |
| 41 | Yōichi Ui         | Caja Madrid Derbi Racing | Derbi        | 8    | 10      |
| 8  | Gábor Talmácsi    | Italjet Racing Service   | Italjet      | 5    | 18      |
| 9  | Noboru Ueda       | Semprucci Angaia Racing  | Honda        | 5    | 17      |
| 7  | Stefano Perugini  | Italjet Racing Service   | Italjet      | 4    | 28      |
| 18 | Jakub Smrž        | Elit Grand Prix          | Honda        | 0    | 25      |
| 59 | Vincent Braillard | Team Philippe Coulon     | Honda        | 0    | 34      |